# Туризм в Грузии

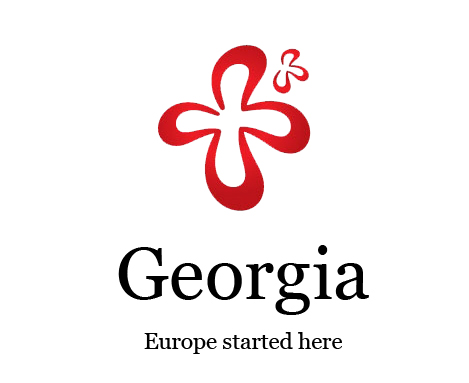
Логотип «Национальной администрации Грузии по туризму»

Туризм в Грузии является важной составляющей экономики страны. 
Туристический сектор обеспечивает около 27,1% ВВП страны и является быстрорастущей отраслью.
Расходы иностранных гостей в Грузии оказывают значительное влияние на платёжный баланс — примерно 61,4 % доходов от экспорта услуг Грузии приходится на туризм.
В 2016 году страну посетили 6,35 млн иностранных туристов (на 7,6 % больше, чем годом ранее). Иностранные туристы в среднем приезжают в страну на 5,1 дня.
Продвижением туризма занимается Национальная администрация туризма Грузии; в 2015 году она приняла участие в 26 международных и внутренних туристических ярмарках, провела маркетинговые кампании на девяти целевых рынках и провела 64 ознакомительные поездки для прессы.

## Туристические направления и объекты
| Направления                    | Достопримечательности, развлечения |
| ------------------------------ | --- |
| Тбилиси                        | Старый Тбилиси • Крепость Нарикала • Собор Метехи • Храм Сиони • Блошиный рынок у "Сухого моста" • Анчисхати • Абанотубани • Театр марионеток Габриадзе • Кафедральный собор Пресвятой Троицы • Тбилисский ботанический сад • монастырь Лурджи • Мост Мира • Парк Рике • Пантеон Мтацминда • Парк Мтацминда • Фуникулёр • Тбилисский этнографический музей под открытым небом • зона отдыха у Черепашьего озера • зона отдыха у озера Лиси • Комплекс «Сакартвелос Матиане» (Летопись Грузии) |
| Аджария                        | Батуми: Батумский ботанический сад • Батумская набережная • Гонио-Апсаросская крепость • Руины крепости Петра • Национальный парк Мтирала Кобулети: Пляжи Сарпи: Пляжи Квариати: Пляжи горнолыжный курорт около перевала Годердзи |
| Гурия                          | Озургети: Краеведческий музей • Драматический театр Уреки: Пляжи с магнитными песками Шекветили: Пляжи с магнитными песками • Парк «Грузия в миниатюрах» • Дендропарк • Парк музыкантов Лихаури: Церковь Рождества Богородицы |
| Имеретия                       | Кутаиси: Храм Баграта • Гелатский монастырь • монастырь Моцамета • Пещера Прометея • Карстовые пещеры Сатаплия• каньон Окаце Чиатура: Столп Кацхи• канатные дороги в Чиатуре Багдати:музей Маяковского |
| Кахетия                        | Сагареджо: Монастырь Давид Гареджа Сигнахи: Городские улицы • Монастырь Бодбэ • Краеведческий музей с полотнами Нико Пиросмани Телави: крепость Батонисцихе • Монастырь Алаверди • Монастырь Икалто Кварели: Крепость Греми • Винзавод «Корпорация Киндзмараули» • Винзавод «Хареба» с Кварельским тоннелем • Зона отдыха у озера Ильи • Монастырь Некреси в одноимённом историческом городе Цинандали: Винзавод «Шуми» • Дом-музей Александра Чавчавадзе Тушетия: Национальный парк Тушети Дедоплисцкаройский муниципалитет: Национальный парк Вашловани • дом-музей Нико Пиросмани в селе Мирзаани • крепость Хорнабуджи |
| Мцхета-Мтианети                | Мцхета: храм Светицховели • монастырь Самтавро • монастырь Джвари • Армазцихе • Монастырь Зедазени • монастырь Шиомгвиме Степанцминда: гора Казбек • Троицкая церковь Гергети • Дарьяльское ущелье • Ледник Давдарак • водопад Гвелети Военно-Грузинская дорога: крепость Ананури • руины крепости Бебрисцихе • горнолыжный курорт у Гудаури Хевсуретия: Шатили • Муцо |
| Шида-Картли                    | Гори: крепость Горисцихе • Уплисцихе • Урбниси • Атенский Сион Карели: Кинцвиси • Озеро Батети Каспи: Самтависи • Ркони • Ховле |
| Квемо-Картли                   | Болниси: Болнисский Сион Дманиси:Развалины Дманисской крепости, место находки Дманисийского гоминида Рустави: Рустави Сиони • Гоночная трасса Рустави |
| Самцхе-Джавахети               | Боржоми: Боржоми-Харагаульский национальный парк • Дом Мирза-Риза-хана • Дворец Романовых в Ликани • храм Тимотесубани Бакуриани: Горнолыжные трассы • узкоколейная железная дорога Боржоми — Бакуриани Ахалцихе: крепость Рабат • Ацкурская церковь • монастырь Сапара • Пещерные монастыри Вардзиа и Ванис-Квабеби • Крепости Хертвиси и Тмогви • Абастуманская астрофизическая обсерватория |
| Самегрело-Верхняя Сванетия     | Сванские башни в Местии и Ушгули • горнолыжный курорт Тетнульди Зугдиди: Дворец Дадиани Мартвили: Мартвильский каньон (каньон Гачедили) Сенаки: Нокалакеви |
| Рача-Лечхуми и Нижняя Сванетия | Амбролаурский муниципалитет: Собор Никорцминда • Ледяная пещера • Озеро Шаори • храм Баракони |

## Праздники и фестивали
Многие туристы, посещающие Грузию, планируют своё путешествие к определённым датам, в которые в разных местах страны могут проходить праздничные мероприятия, будь то религиозные, культурные или спортивные. Непосредственное присутствие на празднике помогает иностранцам лучше познакомиться с культурой народов Грузии.
см. Праздники Грузии
Фестивали
- Black Sea Jazz Festival[англ.] — международный музыкальный фестиваль, ежегодно проводящийся в июле в Батуми, с 2007 года. Участники со всего мира исполняют как джаз, так и R&B, хип-хоп, соул, диско, фанк.

## Инфраструктура (отели и курорты)
Согласно докладу Национальной туристической администрации, к 2016 году в Грузии было около 1700 гостиниц. В Тбилиси насчитывалось 14 837 койко-мест.
Действуют отели следующих международных гостиничных сетей:
Courtyard by Marriott, Mercure, 
Millennium Hotel, Hilton Hotels & Resorts, 
Holiday Inn,
Sheraton Hotels and Resorts и 
Radisson Hotels.
Курорты
В приморской зоне Аджарии (Кобулети, Махинджаури, Гонио, Сарпи и др.) расположены санаторно-лечебные учреждения, в основном созданные в советское время. 
Действуют горные курорты.

## Статистика
2015
Страну посетили 5,87 млн иностранных туристов.
Туристы потратили в стране, за первые три квартала, около  1,45 млрд долларов.
туристический сектор обеспечил около  6,6 % ВВП страны.
2016Страну посетили 6,35 млн иностранных туристов (+7,6 %); иностранные туристы в среднем приезжают в страну на 5,1 дня, в этом году число туристов, задерживающихся в стране более чем на 24 часа, возросло на 19 %. Туристы потратили в стране, за первые три квартала, около 1,68 млрд долларов (+11 %); туристический сектор обеспечил около 7,3 % ВВП страны.
2018В 2018 году страну посетили 1,4 миллиона граждан РФ (каждый пятый турист (21 %) был из России).
2019: В Грузию пришли лоукостеры (Ryanair и Wizz Air).
2020Началась Пандемия КОВИД-19, введены ограничения. В 2020 году страну посетили 1,7 миллиона человек, доходы составили около 427,7 миллиона долларов.
2021В 2021 году в страну совершили 1,6 миллионов туристических визитов, доходы составили около 1,2 миллиарда долларов.
2022
За январь-апрель пассажиропоток восстановился на 52 %, по сравнению с 2019 годом, а доходы от туризма — примерно на 69 % от допандемийного уровня.

### Туристы по странам
Граждане следующих стран чаще всего посещали Грузию в 2015, 2016, 2017 и 2018 годах:
| №             | Страна        | 2015      | Страна        | 2016        | Страна            | 2017        | Страна        | 2018        | Страна        | 2019        |
| ------------- | ------------- | --------- | ------------- | ----------- | ----------------- | ----------- | ------------- | ----------- | ------------- | ----------- |
| 1             | Армения       | 1 468 888 | Азербайджан   | ▲ 1 523 075 | Армения           | ▲ 1 718 016 | Азербайджан   | ▼ 1 424 610 | Азербайджан   | ▲1 526 619  |
| 2             | Азербайджан   | 1 393 257 | Армения       | ▲ 1 496 246 | Азербайджан       | ▲ 1 694 998 | Россия        | ▲ 1 404 757 | Россия        | ▲ 1 471 558 |
| 3             | Турция        | 1 391 721 | Турция        | ▼ 1 254 089 | Россия            | ▲ 1 392 610 | Армения       | ▼ 1 268 886 | Армения       | ▲ 1 365 048 |
| 4             | Россия        | 926 144   | Россия        | ▲ 1 037 564 | Турция            | ▼ 1 246 745 | Турция        | ▼ 1 098 555 | Турция        | ▲1 156 513  |
| 5             | Украина       | 141 734   | Украина       | ▲ 172 631   | Иран              | ▲ 322 938   | Иран          | ▼ 291 070   | Украина       | ▲207 667    |
| 6             | Израиль       | 59 487    | Иран          | ▲ 147 915   | Украина           | ▲ 193 002   | Украина       | ▼ 177 058   | Израиль       | ▲205 051    |
| 7             | Польша        | 41 425    | Израиль       | ▲ 92 213    | Израиль           | ▲ 125 319   | Израиль       | ▲ 156 922   | Иран          | ▼141 997    |
| 8             | Германия      | 36 826    | Казахстан     | ▲ 48 809    | Индия             | ▲ 59 732    | Польша        | ▲ 66 930    | Казахстан     | ▲ 103 611   |
| 9             | Казахстан     | 36 777    | Польша        | ▲ 44 388    | Казахстан         | ▲ 56 765    | Германия      | ▲ 64 486    | Германия      | ▲89 051     |
| 10            | США           | 31 147    | Германия      | ▲ 40 889    | Саудовская Аравия | ▲ 56 247    | Беларусь      | ▲ 58 955    | Польша        | ▲88 300     |
| Всего за 2015 | Всего за 2015 | 5 901 094 | Всего за 2016 | 6 350 825   | Всего за 2017     | 7 554 936   | Всего за 2018 | 8 679 544   | Всего за 2019 | 9 357 964   |

Благодаря отмене визовых ограничений, число посетителей из Ирана в 2016 году выросло на 485 %. Существенно возросло также количество посетителей из Израиля — на 55 %.
Российское направление
3 октября 2006 года было прекращено прямое авиасообщение Грузии с Россией; российские власти заявили, что эти действия являются ответом на «антироссийский курс» Грузии. 25 марта 2008 года Россия полностью возобновила прямое воздушное сообщение с Грузией.
9 августа, после пятидневной войны августа 2008 года с участием Грузии, Южной Осетии, Абхазии и России — Россия вновь прекратила авиационное сообщение с Грузией.
Прямое авиационное сообщение с Грузией Россия открыла вновь в августе 2010 года. 

С октября 2010 президент Грузии  при пересечении границы гражданами Российской Федерации, которые уже много лет зарегистрированы в Чечне, Ингушетии, Северной Осетии, Дагестане, Кабардино-Балкарии, Карачаево-Черкесии и Адыгее, будет задействован 90-дневный безвизовый режим.
В феврале 2012 года Грузия ввела безвизовый режим для краткосрочных поездок (в течение 90 дней) всех россиян в Грузию; гражданам Грузии для поездок в Россию по-прежнему требовались визы, которые они получают в швейцарском консульстве, так как дипломатические отношения между странами отсутствуют (мера была отменена в 2023 году). 
В октябре 2014 года были возобновлены прямые регулярные авиарейсы между Москвой и Тбилиси. В апреле 2015 года Россия и Грузия полностью восстановили регулярное авиасообщение. 
В 2018 году страну посетили 1,4 миллиона граждан РФ (каждый пятый турист (21 %) был из России); страна была на девятом месте по числу выездов из России (для сравнения — в Абхазию, которая была на первом месте по итогам 2018 года, россияне совершили 4,5 млн поездок).
На фоне антироссийских протестов в Грузии в июне 2019 года — с 8 июля по инициативе России было вновь отменено прямое авиационное сообщение между Россией и Грузией; мораторий на перелёты в Грузию существовал вместе с рекомендацией туроператорам не продавать туда организованные туры. МИД РФ ввел рекомендации о том, чтобы россияне воздерживались от поездок в Грузию Незначительное падение числа российских туристов (которые вынуждены были прибывать через третьи страны) было компенсировано ростом числа туристов из других стран. 
С 15 мая 2023 года гражданам Грузии разрешен безвизовый въезд в Россию на 90 дней, в том числе и в целях получения образования. Одновременно с этим снят запрет на прямые полёты российских авиакомпаний в Грузию; туроператоры начали предлагать путешественникам организованные туры в Грузию.